# Ахмет Ондер
Ахмет Ондер (нар. 12 липня 1996 — Одеміс, Туреччина) — турецький гімнаст. Учасник Олімпійських ігор в Токіо. Срібний призер чемпіонату світу, Європи та Європейських ігор.

## Біографія
Закінчив факультет фізичного виховання (тренер) Університету Еге, Ізмір, Туреччина.

## Кар'єра
Після перегляду Олімпійських ігор 2004 року в Афінах, Греція, забажав займатися спортивною гімнастикою. Хоча зростав у невеличкому селищі поблизу Ізміра, де не було спортивних залів, через гіперактивність був записаний до спортивного клубу Савкар у м. Ізмір поруч з будинком тітки.

#### 2018
На чемпіонаті Європи в Глазго, Велика Британія, в командній першості стали сьомими. У фіналах в окремих видах став п'ятим на паралельних брусах та восьмим у вільних вправах.
На чемпіонаті світу в Досі, Катар, став п'ятнадцятим у багатоборстві та дев'ятим у вільних вправах.

#### 2019
На чемпіонаті Європи кваліфікувався до чотирьох фіналів, в яких п'яті результати продемонстрував у багатоборстві та паралельних брусах, а сьомі — в опорному стрибку та поперечині.
На Європейських іграх у Мінську, Білорусь, став срібним призером на поперечині.
На чемпіонаті світу в Штутгарті, Німеччина, у фіналі вправ на паралельних брусах здобув першу в кар'єрі срібну нагороду, що дало змогу здобути особисту ліцензію на Олімпійські ігри в Токіо. Став перший в історії Туреччини призером чемпіонату світу на паралельних брусах.

#### 2020
У грудні під час пандемії коронавірусу на чемпіонаті Європи в Мерсіні, Туреччина, здобув срібну нагороду в командній першості спільно з Абделрахманом Елгамалом, Ферхатом Аріканом, Ібрагімом Чолаком та Умітом Самілоглу, що стала першою нагородою Туреччини в командній першості.

## Результати на турнірах
| Рік  | Змагання                    | КБ | ІБ  | Вільні вправи | Кінь | Кільця | Опорний стрибок | Паралельні бруси | Перекладина |
| ---- | --------------------------- | -- | --- | ------------- | ---- | ------ | --------------- | ---------------- | ----------- |
| 2014 | Чемпіонат світу             | 25 | 56  | 108           | 185  | 105    |                 | 45               | 87          |
| 2015 | Кубок світу в Котбусі       |    |     | 34            | 31   |        | 13              |                  | 38          |
| 2015 | Кубок світу в Досі          |    |     |               |      |        |                 | 6                |             |
| 2015 | Чемпіонат Європи            |    | 31  | 17            | 51   | 46     |                 | 79               | 57          |
| 2015 | Кубок виклику у Варні       |    |     | 16            | 26   |        | 8               | 3                | 5           |
| 2015 | Кубок виклику в Осієку      |    |     |               |      |        |                 | 7                |             |
| 2016 | Кубок світу в Баку          |    |     | 4             | 20   |        | 3               | 6                | 2           |
| 2016 | Кубок світу в Досі          |    |     | 4             |      |        | 9               | 8                | 4           |
| 2016 | Кубок виклику в Осієку      |    |     | 6             |      |        |                 |                  | 6           |
| 2016 | Чемпіонат Європи            | 11 |     | 28            | 48   |        |                 | 19               | 56          |
| 2016 | Кубок виклику в Мерсіні     |    |     | 3             |      |        | 1               | 3                | 3           |
| 2017 | Кубок світу в Мельбурні     |    |     | 5             | 8    | 8      | 4               | 8                | 3           |
| 2017 | Ісламські ігри солідарності | 1  |     | 3             |      |        | 1               |                  | 3           |
| 2017 | Кубок виклику в Сомбатхеї   |    |     | 3             |      |        | 4               | 3                | 5           |
| 2017 | Чемпіонат світу             |    | 9   | 13            | 78   | 39     |                 | 16               | 17          |
| 2018 | Кубок виклику в Осієку      |    |     |               |      |        | 8               |                  |             |
| 2018 | Кубок виклику в Копері      |    |     | 9             |      |        | 7               | 11               | 20          |
| 2018 | Середземноморські ігри      | 2  | 3   | 2             |      |        | 2               | 1                |             |
| 2018 | Кубок виклику в Мерсіні     |    |     | 1             |      |        | 4               | 2                | 13          |
| 2018 | Чемпіонат Європи            | 7  |     | 8             | 60   | 21     |                 | 5                | 10          |
| 2018 | Кубок виклику в Парижі      |    |     |               |      |        |                 | 3                | 9           |
| 2018 | Чемпіонат світу             | 15 | 15  | 9             | 61   | 30     |                 | 31               | 133         |
| 2018 | Кубок світу в Котбусі       |    |     | 7             |      |        |                 | 10               | 11          |
| 2019 | Кубок світу в Мельбурні     |    |     | 8             | 11   | 9      |                 | 2                | 6           |
| 2019 | Кубок світу в Досі          |    |     | 5             | 19   | 15     | 16              | 13               | 12          |
| 2019 | Чемпіонат Європи            |    | 5   | 7             | 21   | 29     | 18              | 5                | 7           |
| 2019 | Кубок виклику в Мерсіні     |    |     |               | 3    |        |                 | 2                | 2           |
| 2019 | Європейські ігри            |    |     |               |      |        |                 |                  | 2           |
| 2019 | Чемпіонат світу             | 15 | 35  | 44            | 162  | 30     |                 | 2                | 30          |
| 2020 | Кубок світу в Баку*         |    |     | 14            |      |        |                 | 6                | 23          |
| 2020 | Чемпіонат Європи            | 2  | 15  | 4             | 15   | 6      | 8               |                  | 8           |
| 2021 | Чемпіонат Європи            |    | 4   | 4             | 46   | 12     | 12              | 8                | 5           |
| 2021 | Кубок світу в Досі          |    |     | 6             | 14   | 8      | 11              | 8                | 4           |
| 2021 | Олімпійські ігри            |    | DNF | 13            | 39   | 13     | 7               | 14               | 21          |
| 2021 | Чемпіонат світу             |    | 5   | 49            | 46   | 17     |                 | 13               | 38          |
| 2022 | Кубок виклику в Осієку      |    |     | 9             | 2    |        | 9               | 15               | 4           |
| 2022 | Середземноморські ігри      | 1  |     | 2             |      |        | 8               | 4                | 3           |
| 2022 | Ісламські ігри солідарності | 1  |     | 1             |      | 3      | 3               | 2                | 1           |
| 2022 | Чемпіонат Європи            | 3  | 2   | 8             | 24   | 15     | 15              | 6                | 8           |
| 2022 | Чемпіонат світу             | 11 |     | 29            | 129  |        |                 |                  | 104         |
| 2023 | Чемпіонат Європи            | 2  | 21  | 26            | 68   | 87     |                 | 65               | 16          |
| 2024 | Кубок виклику в Анталії     |    |     | 7             |      |        |                 |                  |             |

- результати встановлено за підсумками кваліфікації[4]